# ひろやまひろし
ひろやま ひろしは、日本の漫画家、同人作家、イラストレーター。男性。
TYPE-MOON系の同人サークル「KALMIA」で活動しているが、商業誌の連載により多忙となったため一時活動を休止した。2009年夏、コミックマーケット76にて復活。

## 作品リスト

### 商業誌
- 『Fate/kaleid liner プリズマ☆イリヤ』（月刊コンプエース）
  - 『Fate/kaleid liner プリズマ☆イリヤ 2wei!（ツヴァイ）』（月刊コンプエース）
  - 『Fate/kaleid liner プリズマ☆イリヤ 3rei!!（ドライ）』（月刊コンプエース連載）
- 『いもかみさま』（ヤングアニマルあいらんど連載）
- 『突撃アンソロジー 小説創るぜ!』同書内の『あしたの大魔王』（著：神坂一）にて挿絵を担当

### ゲーム
- Fate/hollow ataraxia（2005年、TYPE-MOON） - ゲスト参加
  - とびだせ!トラぶる花札道中記（2005年） - 一部キャラクターデザイン担当
  - とびたて! 超時空トラぶる花札大作戦（2012年） - 一部キャラクターデザイン、一部シナリオ担当
- Fate/Grand Order（2015年） - 一部キャラクターデザイン担当、ゲストライター

### その他
- テレビアニメ『ディーふらぐ!』第3話エンドカード